# 357 (numero)
Trecentocinquantasette (357) è il numero naturale dopo il 356 e prima del 358.

## Proprietà matematiche
- È un numero dispari.
- È un numero composto.
- È un numero difettivo.
- È un numero sfenico.
- È un numero idoneo.
- È un numero fortunato.
- È un numero congruente.
- È un numero palindromo nel sistema di numerazione posizionale a base 8 (545) e in quello a base 20 (HH).
- È parte delle terne pitagoriche (76, 357, 365), (168, 315, 357), (340, 357, 493), (357, 360, 507), (357, 476, 595), (357, 980, 1043), (357, 1224, 1275), (357, 1276, 1325), (357, 3024, 3045), (357, 3740, 3757), (357, 7076, 7085), (357, 9100, 9107), (357, 21240, 21243), (357, 63724, 63725).

## Astronomia
- 357P/Hill è una cometa periodica del sistema solare.
- 357 Ninina è un asteroide della fascia principale del sistema solare.

## Astronautica
- Cosmos 357 è un satellite artificiale russo.